# Dattier de Beyrouth
Pour les articles homonymes, voir Beyrouth (homonymie).
Le dattier de Beyrouth est un cépage de raisin de table blanc. Il est très cultivé dans le monde pour la production de raisins frais et il est très recherché sur le marché européen.
Les raisins au goût muscat sont agréables à consommer à l’état frais.

## Origine et répartition géographique
Le dattier de Beyrouth est un cépage oriental. En 1883, Uffren, un négociant de soie apporte le cépage de la région de Beyrouth en France où il a été multiplié dans un premier temps dans la région de Cavaillon (Vaucluse). Comme on ignorait son nom, on l'appela dattier en raison de la forme des baies.
Aujourd'hui, nous savons qu'il s'agit du rhazaki.
Le premier producteur mondial est l'Italie avec une superficie cultivé estimé à 50 000 hectares.
Autres grands producteurs sont la Turquie (30 000 hectares), la Grèce (10 000 hectares), l'Espagne (10 000 hectares), la Bulgarie (9 000 hectares).
Pierre Galet estime la superficie mondiale planté à 120 000 à 150 000 hectares ce qui place le dattier de Beyrouth comme deuxième cépage de table cultivé dans le monde derrière la sultanine.

## Caractères ampélographiques

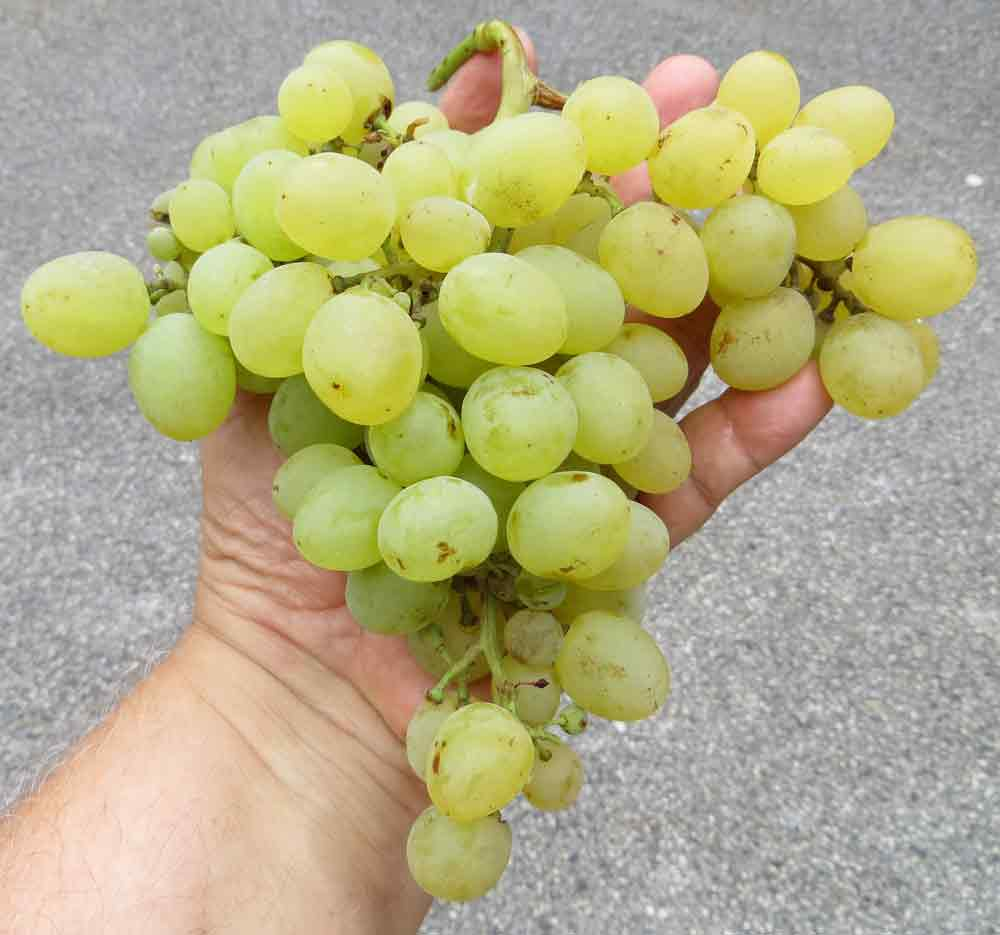
Grappe de Dattier de Beyrouth.

- Extrémité du jeune rameau est épanoui, glabre
- Jeunes feuilles sont glabres, jaune bronzé
- Feuilles adultes, à 5 lobes à sinus latéraux aigus et étroits, un sinus pétiolaire en lyre ouverte, des dents ogivales, étroites, en deux séries, un limbe glabre.

## Aptitudes culturales
La maturité est de troisième époque : 25 jours après le chasselas.

## Potentiel technologique
Les grappes sont grandes et les baies sont de taille très grosse. La grappe est conique et assez lâche. Le dattier de Beyrouth est très vigoureux. Il doit être taillé long et la conduite en pergola lui convient parfaitement. Le cépage est sensible au mildiou, à l'oïdium, à la pourriture grise et aux gelées d'hiver.
Pour produire des raisins de table de qualité, des techniques culturales sont indispensables, dont l'incision annulaire, l'irrigation et l’éclaircissage.

## Synonymes
Le dattier de Beyrouth est aussi connu sous les noms de Actoni Maceron, Afus Ali, Afouz Ali, Afuz-Ali Alb, Aleppo, Altin Tas Razaki, Anabolitiko, Anatolikon, Arkanoiotiko, Axiangelas, Aydin Razakisi, Bayadi, Bayrout Hurmasi, Beiruty Datolya, Beyrut Hurmasi, Boldun, Bolgar, Bolgarszölö, Caraburnu, Celibar Drenak, Chondorogo, Datolya-Szölö, Datteltraube, Dattero di Negroponte, Dattier de Beyrouth, Dimiski, Doreee, Galetta, Ginevra, Hafis Ali, Hafuz Ali, Insolia Parchitana, Inzolia Imperiale, Iurum Iuzum, Izmir Razaki, Karaboumou, Karaburnu, Kararubun, Kerino, Marsigliana Bianca, Medina, Menavacca Bianca, Parchitana, Pepita de Oro, Pergolona, Provolone, Raisin de Constantinople, Raisin d´Or, Razachie Alba, Razachie de Dealul Mare, Real, Regina Bianca, Regina Bianca di Firenze, Regina della Malvasie, Rhajaki oder Rhajaki Aspro, Rhazaki, Rhazaki Arkanon, Rosaki, Rosaki Sari, Rosani, Sarga Rumonya, Smyrneiko, Stamboleze, Sultani Razaki, Teta di Vaca, Tzarigradsco Grozde, Uva del Vaticano, Uva Marchesa, Uva Real, Waltham Cross, Zeine.